# Santa-Reparata-di-Balagna
Santa-Reparata-di-Balagna är en kommun i departementet Haute-Corse på ön Korsika i Frankrike. Kommunen ligger i kantonen L'Île-Rousse som tillhör arrondissementet Calvi. År 2022 hade Santa-Reparata-di-Balagna 999 invånare.

## Befolkningsutveckling
Antalet invånare i kommunen Santa-Reparata-di-Balagna
Referens:INSEE